# Steuerträger
Als Steuerträger wird in der Finanzwissenschaft und in der Steuerlehre ein Wirtschaftssubjekt bezeichnet, das eine bestimmte Steuerart als Steuerlast tatsächlich durch Zahlung zu tragen hat.

## Allgemeines
Als eine Steuer tragende Wirtschaftssubjekte kommen Unternehmen, Personenvereinigungen oder Privatpersonen in Betracht. Die zu tragende Steuerlast muss das Wirtschaftssubjekt aus seinem Einkommen/Gewinn oder Vermögen bestreiten. „Steuerträger“ ist ein ökonomischer Begriff; steuerrechtlich wird vom Steuerschuldner gesprochen.

## Begriffsabgrenzungen
Wirtschaftssubjekte können Steuerdestinatar, Steuerpflichtiger, Steuerschuldner, Steuerträger und/oder Steuerzahler sein. Steuerdestinatar ist die vom Steuergesetz nicht als Steuerzahler, aber als Steuerträger vorgesehene Person. Steuerpflichtiger ist, wer den Tatbestand verwirklicht, an den ein Steuergesetz die Zahlungspflicht knüpft. Mit dem Begriff des Steuerträgers soll verdeutlicht werden, das ein anderes Steuersubjekt wie Steuerpflichtiger oder Steuerschuldner eine bestimmte Steuerart an das Finanzamt abzuführen hat und sie im Wege der Steuerüberwälzung über die Marktpreise an den Steuerträger abwälzt. Steuerüberwälzung ist mithin eine legale Form der Steuerabwehr, bei der die Steuerlast vom Steuerschuldner an den Steuerträger weitergegeben wird.

## Indirekte Steuern
Bei den indirekten Steuern sind die Person, welche die Steuer schuldet (Steuerschuldner), und die Person, die die Steuer wirtschaftlich trägt (Steuerträger), nicht identisch. Die Steuer wird vom Steuerschuldner auf andere Personen abgewälzt. Die Steuer wird aber nicht vom Steuerträger an die Finanzbehörden abgeführt, sondern vom Steuerschuldner. 
Der Staat wünscht im Falle der indirekten Steuern, dass die Steuerschuldner selbst nicht Steuerindossatare sind, sondern die Steuern auf die Verbraucher ihrer Produkte und Dienstleistungen überwälzen. Die indirekten Steuern gelangen deshalb von den Verbrauchern als wirtschaftliche Steuerträger zum Staat als Steuergläubiger indirekt über die zwischengeschalteten Unternehmen als Hilfsfiskus, die selbst kein Steuerträger sind.
Zu den indirekten Steuern zählen insbesondere die Umsatzsteuer, die Verbrauchsteuern (z. B. Energiesteuer, Schaumweinsteuer, Tabaksteuer und Zwischenerzeugnissteuer) und die Rennwett- und Lotteriesteuer. Bei der Stromsteuer beispielsweise wird die Stromentnahme aus dem Stromnetz besteuert. Die Steuer belastet also den Endverbraucher. Erhoben wird die Steuer jedoch beim Stromversorgungsunternehmen als Steuerzahler und Steuersubjekt, welches die Steuer im Strompreis durch Steuerüberwälzung auf die Kunden – die Steuerdestinatare – abwälzt. Der Unternehmer ist nach § 10 UStG zur Steuerüberwälzung der Umsatzsteuer berechtigt, die Steuer geht in den Kaufpreis ein. Deshalb ist der Käufer der Steuerträger, weil er einen um die Umsatzsteuer erhöhten Kaufpreis entrichten muss.

## Wirtschaftliche Aspekte
Bei der Steuerüberwälzung sind Steuerpflichtiger/Steuerzahler nicht mit dem Steuerträger identisch. Steuerpflichtiger/Steuerzahler sind die Unternehmen, die kraft Steuergesetzes zur Abführung einer Steuerart an das Finanzamt verpflichtet sind. Diese Unternehmen berücksichtigen die abzuführende Steuer in ihrer Preiskalkulation, so dass sie diese Steuern über die Umsatzerlöse zurück erhalten. Da die Verbraucher einen um die Steuer erhöhten Kaufpreis entrichtet haben, sind sie die von der Steuer tatsächlich belasteten Steuersubjekte.
Am Ende des Prozesses der Steuerüberwälzung steht die endgültige Steuerbelastung, die so genannte Steuerinzidenz. Sie untersucht unter Berücksichtigung der Steuerüberwälzung die tatsächliche Steuerbelastung, bei der die Steuerträger im Vordergrund stehen und analysiert die Auswirkungen auf die Einkommensverteilung.

## Abgrenzung
Der Steuerträger darf nicht verwechselt werden mit dem Steuerdestinatar, der nach Willen des Gesetzgebers die Steuerlast tragen soll und auch nicht mit dem Steuerzahler, der die Steuern ans Finanzamt abführt sowie dem Steuerschuldner, der dem Finanzamt die Steuer schuldet.

## Sonstiges
Das veraltete Wort Zensit betraf sowohl den Steuerzahler als auch den Steuerträger. Das Wort geht zurück auf den von Römern seit König Servius Tullius erhobenen Zensus, dessen einzige Steuer (lateinisch tributum) vom Zensiten zu entrichten war.